# Акколь (Каргалинский район)
Акколь (каз. Ақкөл, до 2009 г. — Приозёрное) — село в Каргалинском районе Актюбинской области Казахстана. Входит в состав Ащилисайского сельского округа. Код КАТО — 154033500.

## Население
В 1999 году население села составляло 390 человек (188 мужчин и 202 женщины). По данным переписи 2009 года, в селе проживало 255 человек (126 мужчин и 129 женщин).